# Militärvägen
Militärvägen är det inofficiella namnet för den äldsta nord-sydliga vägsträckningen genom övre Norrlands inland, från Sollefteå i söder till Boden i norr. 

## Sträckning
Från Sollefteå till Åsele heter vägen idag riksväg 90, och från Åsele via Lycksele till Glommersträsk är det länsväg 365. Efter Glommersträsk fortsätter vägen norrut via Gråträsk till anslutning med riksväg 94 i Grundsel och vidare till Älvsbyn. Sista biten mellan Älvsbyn till Boden heter idag länsväg 356. Ibland räknas även fortsättningen från Boden, via Morjärv till finska gränsen vid Karungi, till Militärvägen. Väglängden Sollefteå–Boden är 490 km.
För vägstandard Sollefteå - Glommersträsk och Grundsel - Boden, se artiklar om nuvarande vägar. Vägsträckan Glommersträsk - Grundsel är idag klassad som en mindre länsväg. Delen Glommersträsk - Siksjön, där vägen ansluter länsväg 373 är en 8 meter bred väg av god standard. Delen Siksjön - Gråträsk - Grundsel är en smal och krokig grusväg som i stort sett följer den ursprungliga vägsträckningen.

## Historik
När militären i slutet av 1800-talet beslöt att etablera Sollefteå och Boden som två starka och väl befästa garnisonsorter ville man även skapa bra och trygga förbindelser dem emellan. Den nybyggda Stambanan genom övre Norrland var huvudalternativet, men man ville även skapa en landsvägsförbindelse som ett komplement. Den enda befintliga vägen var kustvägen, nuvarande E4, och den ansågs för svår att försvara p.g.a. sitt utsatta läge nära kusten, allt enligt den s.k. antikustprincipen. Vid denna tid hade motorfordon börjat finnas, och vägarnas betydelse ökade dramatiskt, i vart fall för militären (bilar var oftast för dyra för privatpersoner)
Militärvägen byggdes under 1890-talet och kom att betyda mycket för de små byar som låg längs dess sträckning, och många privata anslutningsvägar byggdes från närliggande byar. Från Sollefteå till Åsele använde man sig av den befintliga vägen längs Ångermanälven. Från Åsele och över det mycket glest befolkade Stöttingfjället till Lycksele bröts i stort sett helt ny vägmark. Sträckan Lycksele - Ruskträsk följer delvis den gamla färdvägen Domarvägen mellan Lycksele och Arvidsjaur via Malå. Från Ruskträsk och norrut valdes ett östligt alternativ via Norsjö Qvarn, nuvarande Norsjövallen, och sedan vidare till Glommersträsk.
Dagens väg följer den ursprungliga sträckningen i huvudsak, förutom att många tvära kurvor i både plan och profil rätats ut. De längsta nya vägsträckningarna finns längs första delen utefter Ångermanälven där gamla vägen oftast går närmare vattnet. Lite längre nyare vägdragningar finns också mellan Tuvträsk och Lycksele, vid passagen av Vindelälven samt mellan Älvsbyn och Vändträsk där gamla vägen gick genom Brännberg. 
Vid vägnumreringen 1951 skyltades delen Sollefteå - Hälla som länshuvudväg 332, delen Hälla - Åsele som länshuvudväg 351 och delen Åsele - Boden - Karungi som länshuvudväg 356. Från 1962 till omkring 1970 skyltades hela sträckan Sollefteå - Boden som riksväg 90 och Boden - Karungi som länsväg 356. Nuvarande numrering gäller sedan 1986.